# 高龍寺
国華山高龍寺（こうりゅうじ）は、北海道函館市船見町にある曹洞宗の寺院。函館市内にある最古の寺院である。

## 歴史
- 1633年（寛永10年） - 松前法源寺（曹洞宗永平寺派）の僧・盤室芳龍が、渡島亀田郡亀田村（現在の万代町・亀田町付近）に創建[1]
- 1706年（宝永3年） - 幸坂下に移転
- 1795年（寛政7年） - 豊川町（旧・地蔵町）に延命地蔵堂創立される[2]
- 1869年（明治2年） - 箱館戦争において、旧幕府軍が箱館病院分院として使用。しかし5月11日（6月20日）の箱館総攻撃の際、乱入した官軍兵により負傷者を殺害・放火され焼失
- 1879年（明治12年） - 現在地に移転
- 1896年（明治29年） - 延命地蔵堂、豊川町（旧・地蔵町）から現在地の若松町（旧・音羽町）に移転[2]
- 1898年（明治31年） - 若松町（旧・音羽町）の延命地蔵堂の法務所化。現・音羽ホール[3]
- 1899年（明治32年） - 現本堂が完成
- 1911年（明治44年） - 東北以北最大といわれる山門が完成
- 2012年 (平成24年） - 本堂・山門など計10の建造物が登録有形文化財となる

## 文化財ほか
蠣崎波響の最高傑作といわれる「釈迦涅槃図（北海道有形文化財）」を所蔵。
以下の建造物が登録有形文化財となっている。
- 本堂・山門及び袖塀・位牌堂・開山堂・金毘羅堂・宝蔵・鐘楼・水盤舎・防火塀[4]・土塀

## アクセス
- 函館市電函館どつく前停留場 徒歩10分
- 函館バス高龍寺前 徒歩1分

## 関連施設
- 高龍寺音羽ホール（若松町）
  - 延命地蔵堂。由来所説あり、旧・地蔵町の旧家の邸内にあったものを土地とともに寄付されたもの、「函館沿革史」には1795年（寛政7年）に同寺の末僧豊眼が建立したとあり、「箱館夜話草（1857年）」にはお堂もない地蔵を子供が面白半分で縄で引きずりまわしていた。その際に鼻が欠けたので『鼻かけ地蔵』と呼んだ。その後天然痘の流行でこの辺りの子供達が死亡し埋葬した時に誰かが『鼻かけ地蔵』を子供の墓のところに安置したとある[5]。
- 高龍寺達磨大師